# Oğuz (Rayon)
Oğuz ist ein Rayon in Aserbaidschan. Die Hauptstadt des Bezirks trägt denselben Namen.

## Geografie
Der Bezirk hat eine Fläche von 1077 km². Die Region liegt am Südhang des Großen Kaukasus und ist teilweise bewaldet. Nördlich des Bezirks liegt das zur Russischen Föderation gehörende Dagestan.

## Bevölkerung
Im Rayon leben 45.000 Einwohner (Stand: 2021). 2009 betrug die Einwohnerzahl 40.200. Diese verteilen sich auf 37 Siedlungen, 16 Nationalitäten leben hier. Die größte Gruppe stellen die Aserbaidschaner, danach die Lesgier und die Bergjuden.

## Wirtschaft
Die Wirtschaft ist landwirtschaftlich geprägt. Neben Viehzucht wird der Anbau von Getreide, Baumwolle, Tabak und Obst betrieben.

## Kultur und Sehenswürdigkeiten

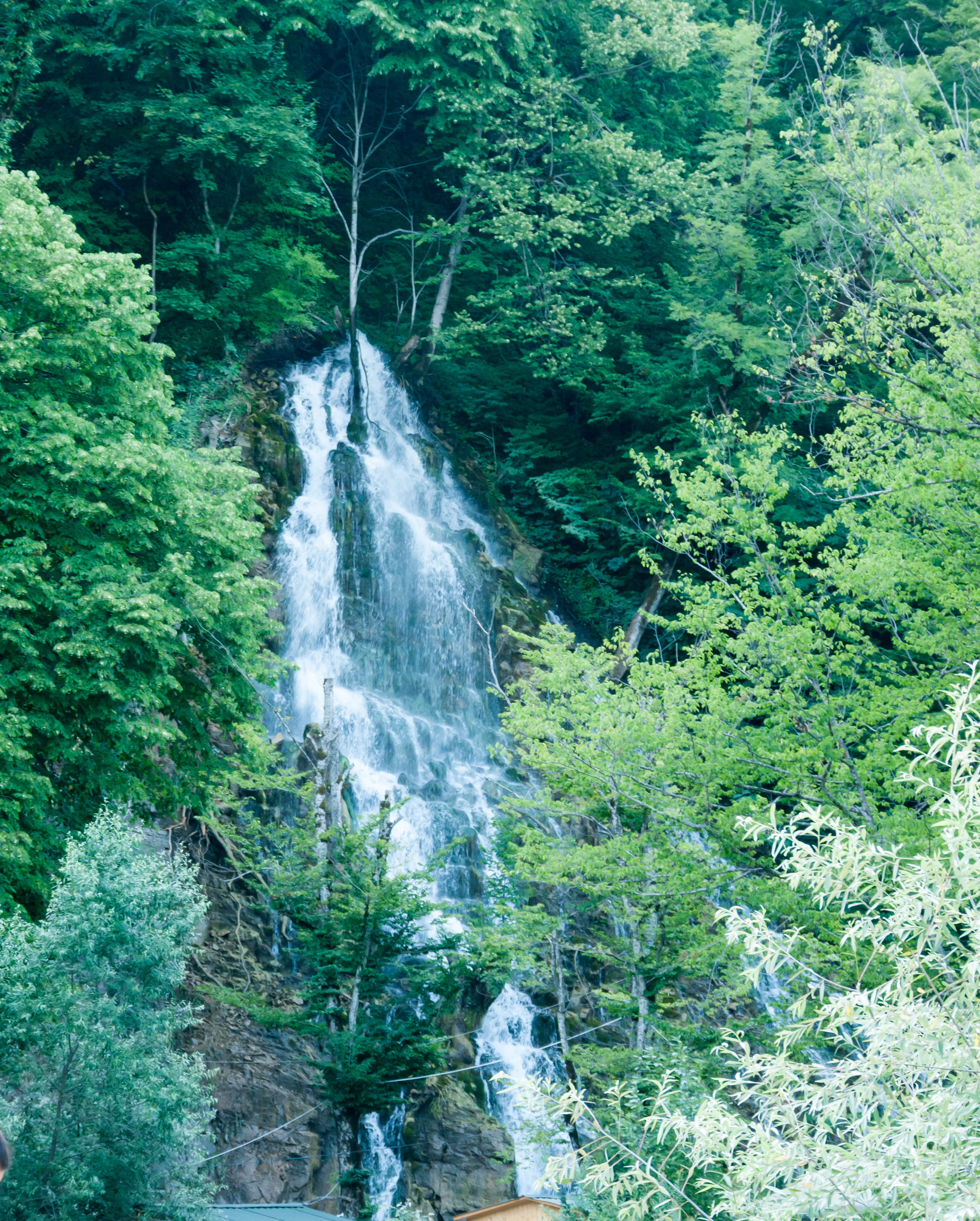
Wasserfall in Xalxal

Im Rayon befinden sich 36 archäologische Fundstätten und Monumente, Friedhöfe, Mausoleen und Türme aus dem 13. bis 15. Jahrhundert. Im Ort Karimli existiert eine alte armenische Kirche.